# Эффект адаптации к численности
Эффект адаптации к численности (англ. Numerosity Adaptation Effect) — когнитивный феномен, при котором восприятие количества объектов в визуальном поле искажается после предварительного показа наблюдателю определённого количества элементов. Иными словами, кратковременная адаптация зрения к множеству объектов способна изменить последующую оценку численности новых объектов. Данный эффект демонстрирует пластичность и контекстуальную зависимость числового восприятия и рассматривается как одно из эмпирических подтверждений существования приближённой числовой системы (ANS, англ. approximate number system). Эффект адаптации к численности впервые описан в 2008 году и наблюдается пока только в контролируемых экспериментальных условиях.

## История изучения
Феномен числовой адаптации был впервые подробно исследован Дэвидом Бёрром и Джоном Россом в 2008 году. В их эксперименте было показано, что даже короткая экспозиция множества элементов (например, множества точек) существенно меняет восприятие количества объектов, предъявляемых сразу после такой адаптации. Публикация Burr & Ross (2008) привлекла внимание к идее «визуального чувства числа» и положила начало дальнейшим исследованиям числового восприятия в когнитивной психологии, нейронауке и психофизике. В частности, феномен адаптации к численности был признан свидетельством существования независимого механизма обработки количества, и другие учёные начали обсуждать возможные объяснения и природу этого эффекта. В последующие годы явление воспроизводилось в различных условиях (например, с другими видами стимулов) и породило дискуссии о специфике «числового чувства» человека. Так, практически сразу после открытия появились альтернативные интерпретации эффекта, а также ответы на них со стороны авторов открытия и сторонников существования особой числовой сенсорной системы.

## Основные положения и описание эксперимента
Для демонстрации эффекта адаптации к численности используются визуальные стимулы в виде случайно распределённых наборов точек разного количества. Как правило, эксперимент состоит из двух фаз:
Адаптационная фаза — испытуемому в центре поля зрения предъявляются одновременно два множества элементов с резко различающейся численностью (например, слева 10 точек, справа 100 точек) в течение определённого времени (обычно 20-30 секунд). Такой стимул «настраивает» зрительную систему на восприятие малого или большого количества.
Тестовая фаза — сразу после адаптации испытуемому показывается новое изображение с двумя наборами точек средней численности (например, по 40 точек слева и справа) и просят оценить, в каком из двух наборов точек больше.
Как правило, после адаптации к большому числу элементов наблюдатель систематически недооценивает количество в тестовом изображении, и одинаковые по численности наборы кажутся ему менее многочисленными (особенно в том поле зрения, где раньше были многочисленные элементы). И наоборот, адаптация к малому числу приводит к тому, что впоследствии тестовые наборы воспринимаются как «более многочисленные», чем они есть на самом деле. Такие искажения проявляются сразу же и непроизвольно: даже зная, что в тестовых наборах точек поровну, человек все равно ощущает разницу. Эффект сохраняется, если варьировать нефункциональные параметры стимулов (такие как размер точек, общую площадь или плотность размещения), поэтому его нельзя объяснить лишь адаптацией к яркости, контрасту или заполненности изображения. Отмечается, что явление числовой адаптации на данный момент фиксируется только в лабораторных условиях при специально созданных стимулах и не проявляется явно в повседневном восприятии.

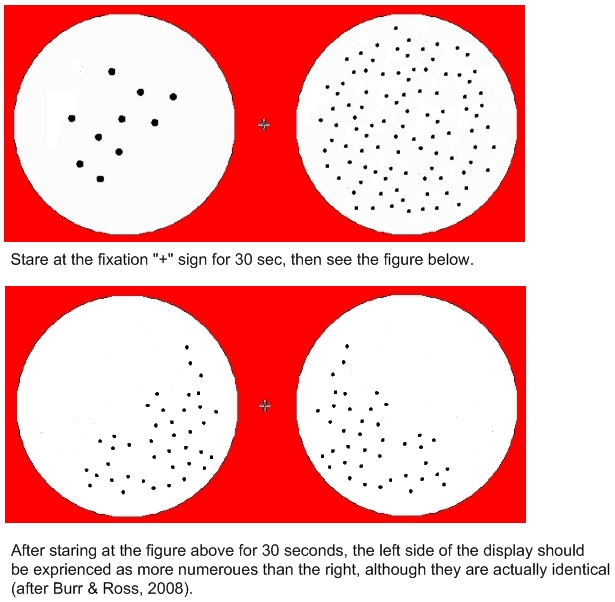
Пример эффекта адаптации к численности: после 30-секундного просмотра адаптирующего изображения (вверху) левое поле тестового изображения (внизу) воспринимается более многочисленным, чем правое, хотя фактически количество точек одинаково (по данным Burr & Ross, 2008).

## Механизмы и интерпретации
Исследователи предполагают, что эффект адаптации к численности обусловлен временной «усталостью» нейронных механизмов, настроенных на определённые диапазоны чисел. Подобно тому, как зрительная система адаптируется к сильному свету или определённому цвету, она может перенастраиваться под конкретный числовой контекст, снижая чувствительность к недавно наблюдавшимся уровням численности. Такая избирательная адаптация поддерживает гипотезу о существовании врождённой приблизительной числовой системы, позволяющей оценивать количество без счёта. Нейропсихологические исследования показывают, что обработка численности активирует области теменной доли мозга (в частности, внутритеменную борозду), связанные с представлением чисел. Предполагается, что нейроны в этих областях могут избирательно отвечать на определённое количество объектов, и их адаптация при длительном предъявлении множества приводит к наблюдаемому сдвигу восприятия количества. В поддержку независимого «числового канала» говорят и данные о том, что адаптация к количеству не зависит от конкретных визуальных признаков стимула (таких как размер элементов или расстояние между ними), что указывает на наличие абстрактных числовых репрезентаций на ранних этапах зрительной обработки.

## Применение в когнитивной науке и образовании
Понимание эффектов числовой адаптации имеет прикладное значение в образовательной и возрастной психологии. Полученные результаты указывают на существование у человека базового «невербального» чувства числа, развитие и точность которого могут влиять на дальнейшие успехи в математике. Так, обнаружена связь между индивидуальной остротой Approximate Number System у детей и их успеваемостью по математике. Некоторые исследования также предполагают, что тренировка приближённой числовой системы с помощью неявных количественных задач (например, сравнения множеств или адаптационных упражнений) способна улучшать базовые навыки числовой оценки у детей дошкольного и младшего школьного возраста. Исследование феномена адаптации к численности и связанной с ним ANS продолжает оставаться актуальным для когнитивной науки, так как затрагивает вопрос о том, является ли «чувство числа» отдельной сенсорной способностью.

## Связь с другими эффектами восприятия
Механизм числовой адаптации во многом аналогичен другим адаптационным феноменам в восприятии, таким как: адаптация к движению (например, эффект «водопада» после длительного наблюдения движения), адаптация к яркости и цвету (последовательные цветовые контрасты),	адаптация к форме, размеру и ориентации объектов.
Во всех этих случаях длительное воздействие определённого стимула временно сдвигает восприятие новых стимулов в противоположную сторону. Однако эффект адаптации к численности примечателен тем, что он не сводится к адаптации низкоуровневых зрительных признаков. В отличие от адаптации к, например, размеру или контрасту, числовой эффект остаётся выраженным даже при изменении физических параметров стимулов. Это указывает на особый характер обработки количества по сравнению с другими модальностями восприятия и поддерживает гипотезу о существовании обособленного «числового» уровня представления информации.

## Критика и альтернативные объяснения
С момента открытия эффекта ряд учёных выдвинули гипотезы, оспаривающие наличие самостоятельного «числового» канала восприятия. В качестве аргумента указывается, что чувство численности может опосредоваться не истинным числом элементов, а сопутствующими величинами: плотностью расположения объектов, общей площадью, занимаемой точками, либо расстоянием между ними. Несмотря на тщательную калибровку стимулов (эквидистантное размещение точек, выравнивание размеров и др.) полностью устранить влияние этих факторов трудно, поэтому не исключено, что мозг в действительности оценивает не число как таковое, а суммарные статистические характеристики сцены («текстурную плотность»). Согласно альтернативной теории, восприятие «многих» или «малых» чисел может возникать как производное общей оценки текстуры и структуры изображения без участия отдельного числового модуля. Так, Фрэнк Дёргин в комментарии 2008 года указал, что последействие в экспериментах Бёрра и Росса может объясняться адаптацией к пространственной частоте (плотности точек), происходящей на уровне ранней зрительной коры. Однако последующие работы опровергают это упрощённое объяснение: авторы открытия показали локальный характер адаптации, избирательно влияющий на область поля зрения, совпадающую с позицией тест-стимула, а обзор литературы (2016) подчёркивает отсутствие нейрофизиологических доказательств того, что эффект числовой адаптации реализуется через механизмы первичной зрительной коры или через адаптацию к текстуре ￼. Совокупность данных скорее указывает на существование высокоуровневого механизма, непосредственно обрабатывающего информацию о количестве независимо от других признаков.